# Parafia św. Jadwigi Śląskiej w Gdańsku

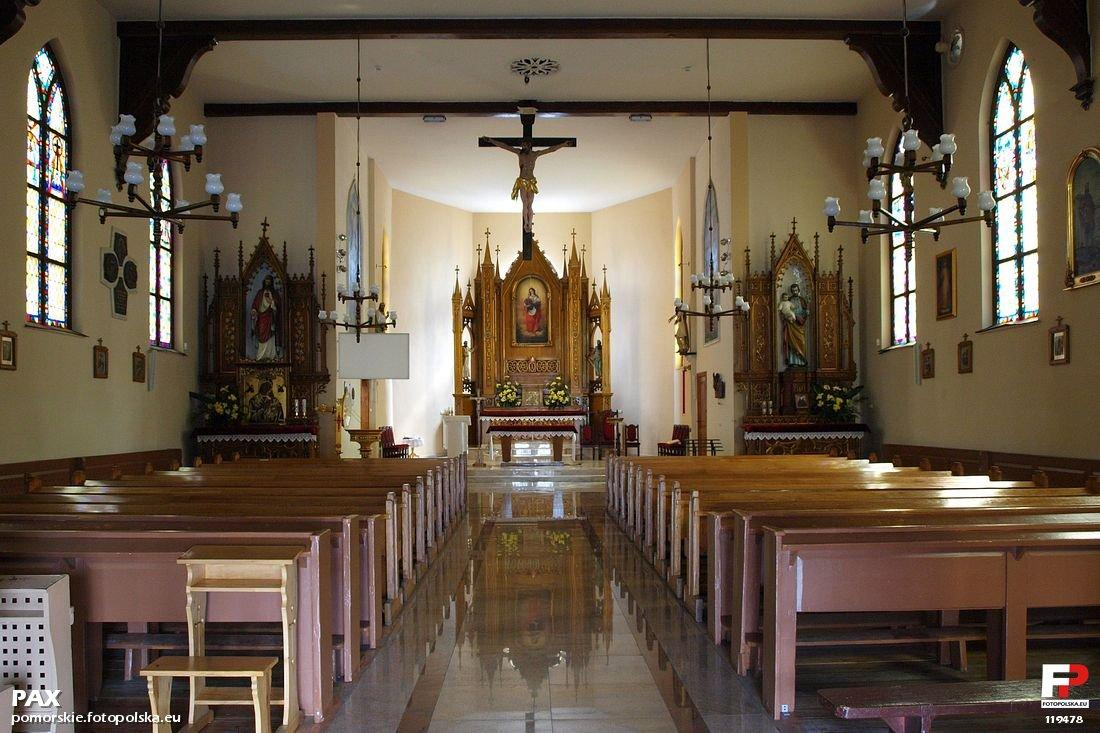
Wnętrze kościoła

Parafia pw. Świętej Jadwigi Śląskiej w Gdańsku – parafia rzymskokatolicka usytuowana w Gdańsku-Nowym Porcie. Należy do dekanatu Gdańsk-Wrzeszcz, który należy z kolei do archidiecezji gdańskiej.
Obecnym od 2013 roku proboszczem parafii jest ks. Paweł Górny 

## Historia
W latach 1857–1858 został zbudowany istniejący do dziś kościół. W 1866 nastąpiło ustanowienie parafii. Od 1948 do 1984 przez równe 3 dekady miejscowym proboszczem był najdłużej panujący ks. Jan Gustkowicz (ur. 13/05/1906 - zm. 06/02/1993), którego grób znajduje się na miejscowym cmentarzu parafialnym.